# David Feiss
David Michael "Dave" Feiss est un créateur américain de séries télévisées d'animations, né le 16 avril 1959 à Sacramento, en Californie, aux États-Unis.
Il est connu pour avoir créé les séries télévisées Cléo et Chico et Monsieur Belette.

## Filmographie

### Réalisateur
- 1988 : ALF Tales

- 1997-1999 : Cléo et Chico

- 1997-1999 : Monsieur Belette
- 2016 : Les Rebelles de la forêt 4

### Animateur
- 1981 : Métal Hurlant
- 1982 : Les malheurs de Heidi
- 1983 : Mystérieusement vôtre, signé Scoubidou (13 épisodes)
- 1983-1984 : Les Schtroumpfs (58 épisodes)
- 1985 : Les Jeston (7 épisodes)
- 1987 : Les Aventures des Chipmunks (The Chipmunk Adventure)
- 1991 : Ren et Stimpy (7 épisodes)
- 1993 : Le Voyage d'Edgar dans la forêt magique
- 1994 : Beethoven (générique)

### Artiste de storyboard
- 1987 : Les Aventures de Teddy Ruxpin (60 épisodes)
- 1987-1989 : Du côté de chez Alf (13 épisodes)
- 1989 : Alvin et les Chipmunks (13 épisodes)
- 1992 : Inspecteur Poisson (3 épisodes)
- 1993 : Bêtes comme chien (5 épisodes)
- 1997-1999 : Cléo et Chico (9 épisodes)
- 1997-1999 : Monsieur Belette (12 épisodes)
- 2014 : Les Pingouins de Madagascar
- 2015 : Hôtel Transylvanie 2
- 2016 : Comme des bêtes
- 2017 : Les Schtroumpfs et le Village perdu

### Directeur de Production
- 1988 : Alvin et les Chipmunks (13 épisodes)
- 2002-2003 : Homestar Runner (11 épisodes)
- 2005 : Robotboy (7 épisodes)